# Through the Barricades (single)
Through the Barricades is een nummer van de Britse band Spandau Ballet. Het nummer verscheen op hun gelijknamige album uit 1986. Op 27 oktober van dat jaar werd het nummer uitgebracht als de tweede single van het album.

## Achtergrond
In gesprek met het televisieprogramma Top 2000 à Go-Go vertelden de leden van Spandau Ballet over het ontstaan van "Through the Barricades". Gitarist Gary Kemp, de schrijver van het nummer, zei dat het nummer was geïnspireerd door een jongen die promotieartikelen voor de band verkocht. Toen deze jongen terugging naar zijn thuisstad Belfast kwam hij om het leven tijdens de onrusten in de stad. Toen Spandau Ballet optrad in Belfast, bezocht Kemp het graf van de jongen en hij was verrast hoe men daar leefde en over de wegversperringen ("barricades") die er lagen. "Through the Barricades" werd niet direct hierna geschreven, maar Kemp dacht wel aan de situatie toen hij de teksten schreef.
Kemp schreef de tekst midden in de nacht en voegde de ochtend daarop de muziek eraan toe. Hij woonde op dat moment samen met drummer John Keeble en maakte hem wakker om het nummer aan hem te laten horen. Keeble was verbijsterd en noemde het nummer "het mooiste dat ik ooit heb gehoord" en later "een van de beste nummers die we ooit gemaakt hebben". Zanger Tony Hadley voegde hieraan toe dat het "een van Gary's meest directe teksten is, aangezien het gaat over liefde die door grenzen gaat". Een andere reden waarom het nummer geschreven werd, was omdat de band groots klinkende muziek nodig had om live te kunnen spelen in stadions. De band speelde het nummer ook bij de val van de Berlijnse muur, waar Hadley over zei: "Iedereen was in tranen, omdat het nummer niet alleen op Ierland slaat, maar op de hele wereld van toepassing is."
"Through the Barricades" werd een grote hit in Europa, waarbij in het Verenigd Koninkrijk de zesde plaats werd behaald. In Nederland behaalde het nummer de derde plaats in de Nederlandse Top 40, terwijl in de Vlaamse Ultratop 50 de tiende plaats werd behaald. Hadley zong het nummer tijdens de finale voor de Britse realityshow Reborn in the USA, waarbij hij deze winnend af wist te sluiten. In 2009 werd een nieuwe versie van het nummer opgenomen voor het reüniealbum Once More, dat grotendeels bestaat uit nieuwe versies van oude nummers van de band. Toen Kemp in 2012 een Ivor Novello Award won in de categorie "Outstanding Song Collection", vertelde hij dat het "dat nummer is waar ik het dichtstbij sta".

## Hitnoteringen

### Nederlandse Top 40
| Hitnotering: 22-11-1986 t/m 14-02-1987 | Hitnotering: 22-11-1986 t/m 14-02-1987 | Hitnotering: 22-11-1986 t/m 14-02-1987 | Hitnotering: 22-11-1986 t/m 14-02-1987 | Hitnotering: 22-11-1986 t/m 14-02-1987 | Hitnotering: 22-11-1986 t/m 14-02-1987 | Hitnotering: 22-11-1986 t/m 14-02-1987 | Hitnotering: 22-11-1986 t/m 14-02-1987 | Hitnotering: 22-11-1986 t/m 14-02-1987 | Hitnotering: 22-11-1986 t/m 14-02-1987 | Hitnotering: 22-11-1986 t/m 14-02-1987 | Hitnotering: 22-11-1986 t/m 14-02-1987 | Hitnotering: 22-11-1986 t/m 14-02-1987 | Hitnotering: 22-11-1986 t/m 14-02-1987 |
| Week                                   | 1                                      | 2                                      | 3                                      | 4                                      | 5                                      | 6                                      | 7                                      | 8                                      | 9                                      | 10                                     | 11                                     | 12                                     |                                        |
| -------------------------------------- | -------------------------------------- | -------------------------------------- | -------------------------------------- | -------------------------------------- | -------------------------------------- | -------------------------------------- | -------------------------------------- | -------------------------------------- | -------------------------------------- | -------------------------------------- | -------------------------------------- | -------------------------------------- | -------------------------------------- |
| Nummer                                 | 34                                     | 21                                     | 14                                     | 9                                      | 4                                      | 3                                      | 3                                      | 3                                      | 6                                      | 12                                     | 21                                     | 32                                     | uit                                    |

### Nationale Hitparade Top 100
| Hitnotering: 15-11-1986 t/m 14-03-1987 | Hitnotering: 15-11-1986 t/m 14-03-1987 | Hitnotering: 15-11-1986 t/m 14-03-1987 | Hitnotering: 15-11-1986 t/m 14-03-1987 | Hitnotering: 15-11-1986 t/m 14-03-1987 | Hitnotering: 15-11-1986 t/m 14-03-1987 | Hitnotering: 15-11-1986 t/m 14-03-1987 | Hitnotering: 15-11-1986 t/m 14-03-1987 | Hitnotering: 15-11-1986 t/m 14-03-1987 | Hitnotering: 15-11-1986 t/m 14-03-1987 | Hitnotering: 15-11-1986 t/m 14-03-1987 | Hitnotering: 15-11-1986 t/m 14-03-1987 | Hitnotering: 15-11-1986 t/m 14-03-1987 | Hitnotering: 15-11-1986 t/m 14-03-1987 | Hitnotering: 15-11-1986 t/m 14-03-1987 | Hitnotering: 15-11-1986 t/m 14-03-1987 | Hitnotering: 15-11-1986 t/m 14-03-1987 | Hitnotering: 15-11-1986 t/m 14-03-1987 | Hitnotering: 15-11-1986 t/m 14-03-1987 |
| Week                                   | 1                                      | 2                                      | 3                                      | 4                                      | 5                                      | 6                                      | 7                                      | 8                                      | 9                                      | 10                                     | 11                                     | 12                                     | 13                                     | 14                                     | 15                                     | 16                                     | 17                                     |                                        |
| -------------------------------------- | -------------------------------------- | -------------------------------------- | -------------------------------------- | -------------------------------------- | -------------------------------------- | -------------------------------------- | -------------------------------------- | -------------------------------------- | -------------------------------------- | -------------------------------------- | -------------------------------------- | -------------------------------------- | -------------------------------------- | -------------------------------------- | -------------------------------------- | -------------------------------------- | -------------------------------------- | -------------------------------------- |
| Positie                                | 32                                     | 23                                     | 16                                     | 14                                     | 9                                      | 9                                      | 11                                     | 4                                      | 9                                      | 11                                     | 15                                     | 20                                     | 26                                     | 38                                     | 50                                     | 76                                     | 86                                     | uit                                    |

### NPO Radio 2 Top 2000
| Nummer met noteringen in de NPO Radio 2 Top 2000 | '99 | '00 | '01 | '02 | '03 | '04 | '05 | '06 | '07 | '08 | '09 | '10 | '11 | '12 | '13 | '14 | '15 | '16 | '17 | '18 | '19 | '20 | '21 | '22 | '23 | '24 |
| ------------------------------------------------ | --- | --- | --- | --- | --- | --- | --- | --- | --- | --- | --- | --- | --- | --- | --- | --- | --- | --- | --- | --- | --- | --- | --- | --- | --- | --- |
| Through the Barricades                           | 225 | 291 | 221 | 290 | 371 | 439 | 522 | 548 | 635 | 486 | 578 | 541 | 620 | 844 | 709 | 538 | 583 | 689 | 590 | 755 | 708 | 759 | 671 | 720 | 692 | 824 |

1. ↑  Een vetgedrukt getal geeft de hoogste notering aan.